# Alfred Krüger (Politiker)
Alfred Krüger (* 22. August 1904 in Uelzen; † 15. Mai 1992, ebenda) war ein niedersächsischer Politiker (CDU) und Mitglied des Niedersächsischen Landtages.

## Leben
Krüger besuchte nach der Volksschule ein Realgymnasium und erreichte hier die Mittlere Reife. Nach seinem Schulabschluss begann er eine Lehre zum Textilkaufmann. Nach dieser Ausbildung begann er eine Tätigkeit als kaufmännischer Angestellter. Später begann er eine Handwerkslehre und war nach diesem Abschluss als Geselle tätig. Krüger legte die Meisterprüfung ab und übernahm das väterliche Geschäft.  
Zum 1. Mai 1933 trat er der NSDAP bei (Mitgliedsnummer 2.624.026). Vom 15. Mai 1933 bis 1945 war er Mitglied in der SA, wo er den Rang eines Obersturmführers erreichte. Vom 16. Juni 1938 bis zum 12. September 1939 war er hauptberuflich als Sachbearbeiter für Personal und Sport der SA-Gruppe Niedersachsen tätig. Von 1937 bis 1938 war er in der DAF, von 1933 bis 1945 in der NSV und von 1934 bis 1945 im NS-Reichsbund für Leibesübungen.
Im Zweiten Weltkrieg war er vom 12. September 1939 bis 1945 als Soldat im Kriegsdienst (Teilnahme an dem Unternehmen Weserübung, Einsatz in Finnland sowie bei der Besetzung Norwegens und Kroatiens) und hatte zuletzt den Rang eines Oberleutnants und Kompanieführers inne. Er wurde mit dem Kriegsverdienstkreuz II. Klasse (20. April 1942) und I. Klasse (20. April 1943) ausgezeichnet.
Die Militärregierung entnazifizierte ihn am 4. Oktober 1947 zunächst in Kategorie III; der Entnazifizierungs-Berufungsausschuss Lüneburg stufte ihn am 15. Dezember 1948 in Kategorie IV als Unterstützer des Nationalsozialismus ein.
1954 wurde er Kreishandwerksmeister. Krüger war ferner Mitglied der Vollversammlung der Handwerkskammer Lüneburg-Stade. Er wurde 1952 zum Stadtrat der Stadt Uelzen gewählt. Ferner wurde er 1956 Mitglied des Kreistages. 1964 wurde er Bürgermeister der Stadt Uelzen. 
Er wurde zunächst in der vierten Wahlperiode zum Mitglied des Niedersächsischen Landtages vom 6. Mai 1959 bis 5. Mai 1963 gewählt. Eine Wiederwahl gelang ihm in der sechsten und siebten Wahlperiode vom 6. Juni 1967 bis 20. Juni 1974.